# Allgood, Alabama
Allgood là một thị trấn thuộc quận Blount, tiểu bang Alabama, Hoa Kỳ. Dân số năm 2009 là 737 người, mật độ đạt 274 người/km².